# Akseli Skutnabb
Akseli Skutnabb, född 27 december 1875 i Dickursby, död 23 november 1929 i Tammerfors, var en av den finska frikyrklighetens pionjärer. Han var i början med i Suomen Vapaakirkko, men lämnade rörelsen 1900, då han var radikalare än de flesta i sin helgelseförkunnelse och sin frihetslängtan. Han startade istället "Vapaat Evankeliset Ystävät", där en av huvudlärorna var universalism, läran om allas slutliga frälsning. 
Skutnabb var mycket påverkad av Fredrik Franson, kallad "en svensk Franciskus". Han hyllade en tid den s.k. "syndfrihetslära" som utgick från kretsen kring Nelly Hall. 
Skutnabb var en eldig natur, och fick bl.a. sitta i fängelse ett par månader för sin religiösa olydnad mot auktoriteter. 
Han var en flitig bokman, och förlade många böcker, bl.a. om Sadhu Sundar Singh, som han tog starka intryck av. Han var även intresserad av Emanuel Swedenborg, något ovanligt för frikyrkomän på den tiden. 